# Sakchu-ŭp
Sakchu-ŭp är en ort i Nordkorea.   Den ligger i provinsen Norra P'yŏngan, i den västra delen av landet, 160 km norr om huvudstaden Pyongyang. Sakchu-ŭp ligger 138 meter över havet och antalet invånare är 18 001.
Terrängen runt Sakchu-ŭp är huvudsakligen kuperad. Sakchu-ŭp ligger nere i en dal. Runt Sakchu-ŭp är det ganska tätbefolkat, med 192 invånare per kvadratkilometer. Det finns inga andra samhällen i närheten. Trakten runt Sakchu-ŭp består till största delen av jordbruksmark.